# Московский райсовет
Моско́вский райсове́т — административное здание на Московском проспекте в Санкт-Петербурге, построенное в стиле зрелого ленинградского конструктивизма с элементами ар-деко архитектором И. И. Фоминым в соавторстве с В. Г. Даугулем и Б. М. Серебровским в 1931—1935 годах — после разделения в 1930 году Московско-Нарвского района на отдельные Московский и Кировский районы. До настоящего времени в здании размещаются администрация Московского района Санкт-Петербурга и другие учреждения.
Здание расположено ровно посередине Московского проспекта, примерно в 4,5 км от площадей Сенной и Победы.

## Архитектура
Здание состоит из крупного цилиндрического объёма на правом фланге и двух взаимноперпендикулярных корпусов. Боковые части подходят к красной линии проспекта, а вытянутый вдоль проспекта фасад, напротив, заглублён, что позволило превратить пространство между ними в курдонёр.

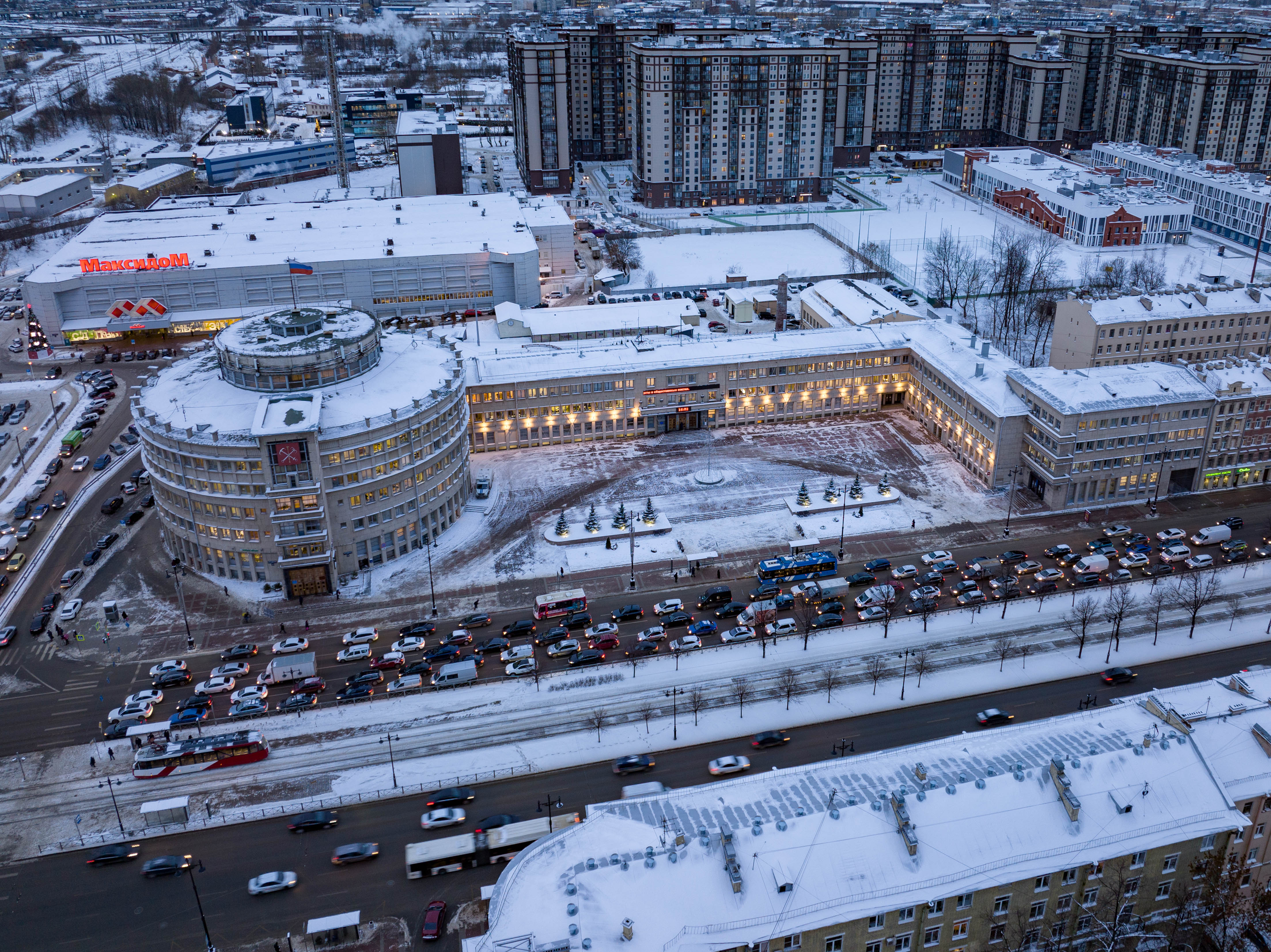
Аэрофотография райсовета

Южное крыло здания имеет необычную форму — цилиндра. Внутри него находится большой зал, накрытый куполом. Изначально купол был конической формы, однако в 1970-е был перестроен. В пятиэтажный цилиндр спереди всечён высокий параллелепипед лестничной клетки с балконами, над которыми приподнят консольный козырёк. В отличие от других образцов конструктивизма, в данном случае параллелепипед не несёт исключительно функциональную нагрузку — лестница заключена внутри закруглённого объёма, где она свободно «парит», никак не связанная со стеной. Внутри цилиндрического корпуса были собраны наиболее посещаемые отделы, размещённые по наружному периметру и связанные круговыми галереями, обходящими застеклённый атриум.
Главные административные подразделения располагались в трёхэтажном продольном корпусе. Горизонтальным линиям окон и пилонов нижнего этажа здесь противопоставляется упрощённый портик тамбура главного входа. Асимметрию здания подчёркивают угловые балконы правого крыла, в котором располагается зрительный зал.
При общей монументальности и конструктивистской функциональной репрезентативности рельефная обработка стен, каменные порталы и декоративные детали несколько размывают строгость конструктивизма реминисценциями в духе ар-деко.
В 2024 году на реставрацию крыши здания из городского бюджета направили 28,5 млн рублей.